# Alexandr Kornílov
Alexandr Serguéyevich Kornílov –en ruso, Александр Сергеевич Корнилов– (Dusambé, URSS, 12 de abril de 1985) es un deportista ruso que compitió en remo. Ganó dos medallas en el Campeonato Europeo de Remo, en los años 2007 y 2016.

## Palmarés internacional
| Campeonato Europeo | Campeonato Europeo     | Campeonato Europeo | Campeonato Europeo |
| Año                | Lugar                  | Medalla            | Prueba             |
| ------------------ | ---------------------- | ------------------ | ------------------ |
| 2007               | Poznań (Polonia)       | Medalla de oro     | Cuatro scull       |
| 2016               | Brandeburgo (Alemania) | Medalla de plata   | Ocho con timonel   |